# Rudra wagae
Rudra wagae är en spindelart som först beskrevs av Władysław Taczanowski 1871 [1872.  Rudra wagae ingår i släktet Rudra och familjen hoppspindlar. Inga underarter finns listade i Catalogue of Life.